# Exploració d'Urà

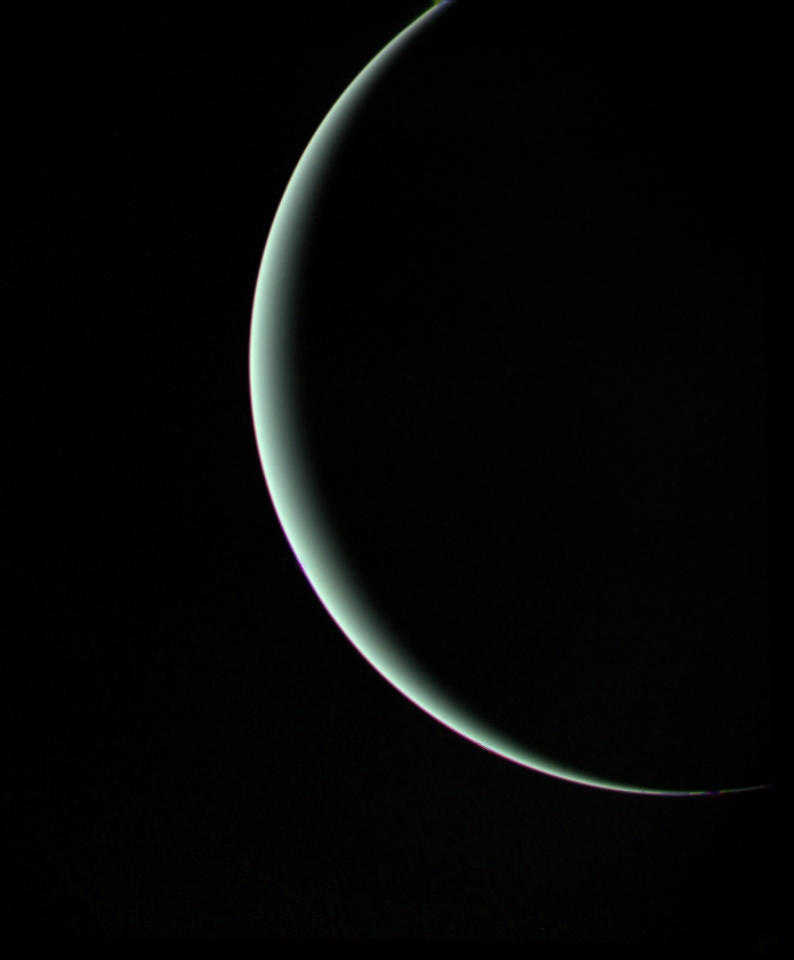
Una fotografia en color d'Urà, presa per la Voyager 2 el 1986 quan es va dirigir cap al planeta Neptú

L'exploració d'Urà ha estat, fins ara, únicament a través de telescopis i de la sonda espacial Voyager 2 de la NASA, que va fer la seva aproximació més propera a Urà el 24 de gener de 1986. Voyager 2 va descobrir 10 llunes, va estudiar la freda atmosfera del planeta, i va examinar el seu sistema d'anells, descobrint dos de nous. També va fer fotografies de les cinc grans llunes d'Urà, que revelen que les seves superfícies estan cobertes de cràters d'imptacte i congosts.
Es van proposar diverses missions exploratòries dedicades a Urà, però fins a l'any 2018 cap ha estat aprovada.

## Voyager 2
Voyager 2 va fer el seu acostament més proper a Urà el 24 de gener de 1986, arribant a 81.500 km dels núvols del planeta. Aquest va ser el primer sobrevolaplanetari solitari de la sonda, ja que la Voyager 1 va acabar la seva gira pels planetes exteriors amb la lluna de Saturn de Tità.

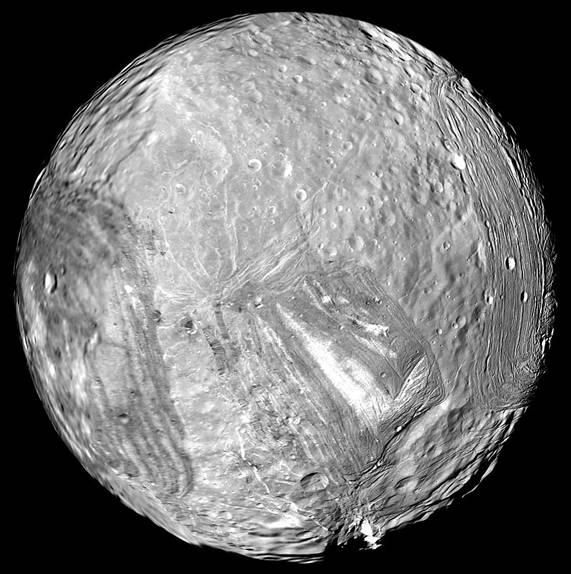
La lluna d'Urà Miranda, vista per la Voyager 2

Urà és el tercer planeta més gros del sistema solar. Orbita el Sol a una distància d'uns 2.800 milions de quilòmetres i completa una òrbita cada 84 anys. La durada d'un dia sobre Urà mesurada per la Voyager 2 és de 17 hores i 14 minuts. Urà es distingeix pel fet que està inclinat al seu costat. Se suposa que la seva posició inusual és el resultat d'una col·lisió amb un cos de mida planetària a principis de la història del sistema solar. Donada la seva peculiar orientació, amb les seves regions polars exposades a la llum solar o la foscor durant llargs períodes, els científics no estaven segurs de què trobar-se al planeta.
No es va conèixer la presència d'un camp magnètic a Urà fins l'arribada de la Voyager. La intensitat del camp és aproximadament comparable a la de la Terra, tot i que varia molt més des del punt de vista a causa del seu gran desplaçament des del centre d'Urà. L'orientació peculiar del camp magnètic suggereix que el camp es genera a una profunditat intermèdia a l'interior on la pressió és prou elevada perquè l'aigua es converteixi en conductora elèctrica. Voyager 2 va descobrir que una de les influències més cridaneres de la posició lateral del planeta és el seu efecte a la cua del camp magnètic, que es va inclinar 60 graus de l'eix de rotació. La magnetocua es va mostrar retorçada per la rotació del planeta en forma de llevataps llarg darrere del planeta.
Els cinturons de radiació a Urà tenen una intensitat similar als de Saturn. La intensitat de la radiació dins dels cinturons és tan gran que la irradiació reduiria ràpidament (dins de 100.000 anys) qualsevol traça de metà atrapat a la superfícies gelades de les llunes interiors i les partícules d'anillars. Això pot haver contribuït a les superfícies fosques de les llunes i les partícules de l'anell, que són de color gris gairebé uniforme.
Es va detectar una capa alta de boirina al voltant del pol il·luminat, que també es va descobrir que irradia grans quantitats de llum ultraviolada, un fenomen anomenat "electroglow". La temperatura mitjana de l'atmosfera del planeta és d'uns 59 kèlvins (-214 °C). Sorprenentment, els pols il·luminats i foscos, i la major part del planeta, mostren gairebé la mateixa temperatura als núvols.

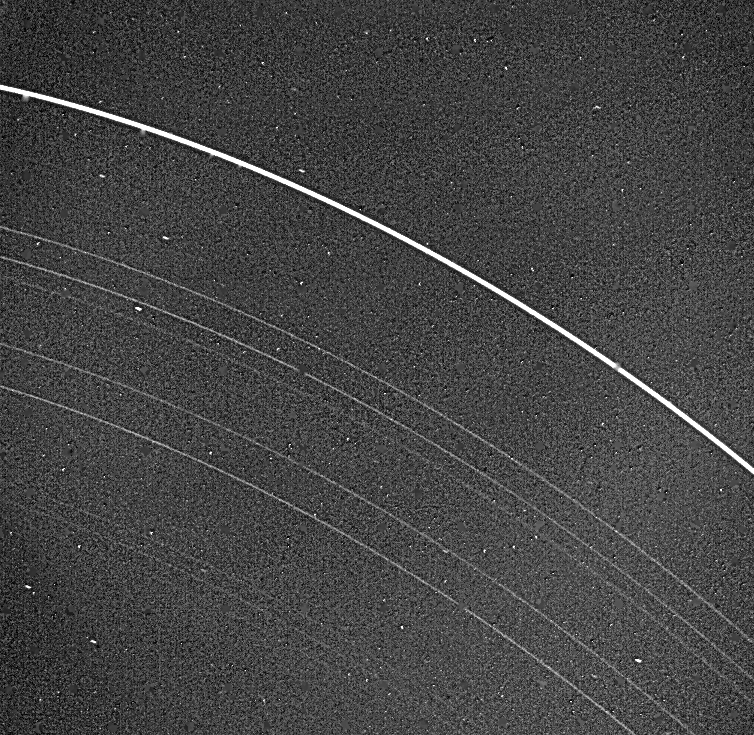
Una imatge de la Voyager 2 dels anells foscos d'Urà

Voyager 2 va trobar 10 noves llunes, que van pujar el nombre total a 15 en aquell moment. La majoria de les noves llunes són petites, amb la mesura més gran sobre els 150 km de diàmetre.
La lluna Miranda, la més interior de les cinc grans llunes, es va revelar que era un dels cossos més peculiars mai vistos en el sistema solar. Les imatges detallades del sobrevol de la Voyager de la lluna mostren grans estructures ovalades anomenades coronae flanquejades per falles amb 20 km de profunditat, capes de terrasses i una barreja de superfícies velles i joves. Una teoria sosté que Miranda pot ser una reagrupació del material des d'un moment anterior quan la lluna va ser fracturada per un impacte violent.
Les cinc grans llunes semblen ser conlogomerats de roca-gel com els satèl·lits de Saturn. Titània està marcada per grans sistemes de falles i congosts indicant algun grau d'història d'activitat geològica, probablement tectònica. Ariel té la superfície més brillant i, possiblement, més jove de totes les llunes d'Urà i també sembla haver estat objecte d'una activitat geològica que va provocar moltes valls de falles i que semblen extensos fluxos de material gelat. Es va produir una petita activitat geològica a Umbriel o Oberó, a jutjar per les seves velles i fosques superfícies.
Tots els nou anells prèviament coneguts van ser estudiats per la nau espacial i van mostrar que els anells d'Urà eren molt diferents dels de Júpiter i Saturn. El sistema d'anells pot ser relativament jove i no es va formar al mateix temps que Urà. Les partícules que formen els anells poden ser restes d'una lluna destruïda per un impacte d'alta velocitat o per efectes gravitacionals. Voyager 2 també va descobrir dos nous anells.

## Missions proposades
| Conceptes de missió a Urà     | Agència/país   | Tipus                         |
| ----------------------------- | -------------- | ----------------------------- |
| MUSE                          | ESA            | orbitador i sonda atmosfèrica |
| Oceanus                       | NASA/JPL       | orbitador                     |
| ODINUS                        | ESA            | dos orbitadors                |
| NASA Uranus orbiter and probe | NASA           | orbitador i sonda atmosfèrica |
| Uranus Pathfinder             | United Kingdom | orbitador                     |

| Sistema Nau espacial | Júpiter                                    | Saturn                                            | Urà              | Neptú            | Plutó            |
| -------------------- | ------------------------------------------ | ------------------------------------------------- | ---------------- | ---------------- | ---------------- |
| Pioneer 10           | Sobrevol de 1973                           |                                                   |                  |                  |                  |
| Pioneer 11           | Sobrevol de 1974                           | Sobrevol de 1979                                  |                  |                  |                  |
| Voyager 1            | Sobrevol de 1979                           | Sobrevol de 1980                                  |                  |                  |                  |
| Voyager 2            | Sobrevol de 1979                           | Sobrevol de 1981                                  | Sobrevol de 1986 | Sobrevol de 1989 |                  |
| Galileo              | 1995–2003 orbitador; 1995, 2003 atmosfèric |                                                   |                  |                  |                  |
| Ulysses              | 1992, 2004 assistència gravitatòria        |                                                   |                  |                  |                  |
| Cassini–Huygens      | 2000 assistència gravitatòria              | 2004–2017 orbitador; 2005 mòdul de descens a Tità |                  |                  |                  |
| New Horizons         | 2007 assistència gravitatòria              |                                                   |                  |                  | Sobrevol de 2015 |
| Juno                 | 2016– orbitador                            |                                                   |                  |                  |                  |

Es van proposar diverses missions a Urà. Diversos científics de la Mullard Space Science Laboratory al Regne Unit van proposar la missió conjunta NASA–ESA Uranus Pathfinder a Urà. Una proposta per a una missió de classe mitjana (classe M) al planeta que s'havia de llançar el 2022 es va presentar a l'ESA el desembre de 2010 amb la signatura de 120 científics de tot el món. L'ESA limita el cost de les missions de classe M a €470 milions.
El 2009, un equip de científics planetaris de la Jet Propulsion Laboratory de la NASA van avançar possibles dissenys per a un orbitador d'energia solar d'Urà. La finestra de llançament més favorable per a aquesta sonda seria l'agost de 2018, amb arribada al planeta al setembre de 2030. El paquet de ciències podia incloure magnetòmetres, detectors de partícules i, possiblement, una càmera d'imatges.
El 2011, el United States National Research Council va recomanar un orbitador i sonda a Urà com a tercera prioritat per la missió Flagship del Planetary Science Decadal Survey per la NASA.
Tanmateix, aquesta missió es considera prioritària que les futures missions a Mart i al sistema jovià.
Una missió a Urà és un dels diversos usos proposats en consideració per a la variant no tripulada del vehicle de llançament pesat Space Launch System (SLS) de la NASA actualment en desenvolupament. Segurament, el SLS podria llançar fins a 1,7 tones mètriques a Urà.
El 2013, es va proposar utilitzar un vela elèctrica (E-Sail) per enviar una sonda de descens atmosfèric a Urà.
El 2015 la NASA va anunciar que havia començat un estudi de viabilitat sobre la possibilitat de realitzar missions orbitals a Urà i Neptú, dins d'un pressupost de dos mil milions de dòlars del 2015. Segons el director de ciència planetària de la NASA, Jim Green, que va iniciar l'estudi, aquestes missions es llançarien a finals de 2020 com a mínim, i que dependrien del recolzament de la comunitat científica planetària, així com de la capacitat de la NASA de proporcionar fonts d'energia nuclear per la nau espacial. Es van analitzar diversos dissenys conceptuals per a aquesta missió.
MUSE, va ser concebut el 2012 i proposat el 2015, és un concepte europeu per a una missió dedicada al planeta Urà per estudiar-ne l'atmosfera, l'interior, les llunes, anells, i magnetosfera. Es va suggerir que fos posat en marxa amb un coet Ariane 5 el 2026, arribant a Urà el 2044, i funcionant fins al 2050.
El 2016, es va concebre un altre concepte de missió, anomenat Origins and Composition of the Exoplanet Analog Uranus System (OCEANUS), i es va presentar el 2017 com a potencial competidor per a una futura missió del programa New Frontiers.